# Георге Мавротас
Георге Мавротас (4 квітня 1967) — грецький ватерполіст.
Учасник Олімпійських Ігор 1984, 1988, 1992, 1996, 2000 років.